# Amachan
Amachan (あまちゃん) est une série télévisée japonaise asadora en 156 épisodes de 15 minutes diffusée du 1er avril au 28 septembre 2013 sur NHK.
Cette série est inédite dans tous les pays francophones.

## Distribution
- Rena Nōnen : Aki Amano
- Kyoko Koizumi : Haruko Amano
- Nobuko Miyamoto : Natsu Amano
- Toshinori Omi (en) : Masamune Kurokawa
- Teppei Koike : Hiroshi Adachi
- Ai Hashimoto : Yui Adachi
- Keizo Kanie : Chūbei Amano
- Eri Watanabe (en) : Yayoi Konno
- Hana Kino (ja) : Katsue Osanai
- Denden : Rokurō Osanai
- Jun Miho : Misuzu Kumagai
- Hairi Katagiri (en) : Sayuri Anbe
- Tetta Sugimoto (en) : Daikichi Ōmukai
- Yoshiyoshi Arakawa (en) : Masayoshi Yoshida
- Mitsuru Fukikoshi (en) : Tamotsu Sugawara
- Sei Hiraizumi (en) : Isao Adachi
- Akiko Yagi (en) : Yoshie Adachi
- Sansei Shiomi (en) : Ben Oda
- Kasumi Arimura : Haruko Amano
- Ryuhei Matsuda : Takuma Mizuguchi
- Sōta Fukushi : Kōichi Taneichi
- Arata Furuta (en) : Taichi Aramaki
- Hiroko Yakushimaru (en) : Hiromi Suzuka
- Pierre Taki (en) : Umezu
- Suzuki Matsuo (en) : Kai
- Inori Minase : Rina Narita

## Source de la traduction
- (en) Cet article est partiellement ou en totalité issu de l’article de Wikipédia en anglais intitulé « Amachan » (voir la liste des auteurs).